# Plesiosminthus
Il plesiosminto (gen. Plesiosminthus) è un mammifero roditore estinto, appartenente ai dipodidi. Visse tra l'Oligocene superiore e il Miocene medio (circa 28 - 14 milioni di anni fa) e i suoi resti fossili sono stati ritrovati in Europa, Asia e Nordamerica.

## Descrizione
Questo animale doveva assomigliare a un odierno topo delle betulle (Sicista betulina), sia come aspetto che come dimensioni. Era caratterizzato da molari simili a quelli dei criceti, con la seconda anticlinale (paracono) in procinto di cambiare direzione. Il mesolofo e il mesolofide erano ben sviluppati, mentre era assente il mesoconide. Il trigonide del primo molare inferiore era più primitivo rispetto a quello del topo delle betulle, con una cresta posteriore ben pronunciata. 

## Classificazione
Plesiosminthus è un antico rappresentante dei dipodidi, un gruppo di roditori comprendenti numerose forme, alcune delle quali dotate di zampe posteriori allungatissime (Dipus). Il genere Plesiosminthus venne descritto per la prima volta da Jean Virét nel 1926, sulla base di resti fossili ritrovati in terreni dell'Oligocene superiore della Francia, a Saint-Gérand-le-Puy; la specie tipo è Plesiosminthus schaubi. Altre specie sono note da numerosi giacimenti oligo-miocenici dell'Eurasia: P. asiaticus dell'Oligocene superiore della Cina, P. conjunctus dell'Oligocene superiore della Germania, P. tereskentensis dell'Oligocene superiore del Kazakistan, P. promyarion e P. winistoerferi dell'Oligocene superiore della Svizzera, P. moralesi dell'Oligocene superiore della Spagna, P. barsboldi e P. olzi del Miocene inferiore della Mongolia, P. myarion del Miocene inferiore della Francia, P. vegrandis del Miocene inferiore della Cina. Fossili attribuiti a questo genere sono stati ritrovati anche in Nordamerica.